# Verbandsgemeinde Treis-Karden
La comunità amministrativa di Treis-Karden (Verbandsgemeinde Treis-Karden) era una comunità amministrativa della Renania-Palatinato, in Germania.
Faceva parte del circondario di Cochem-Zell.
A partire dal 1º luglio 2014 è stata soppressa, i comuni che ne facevano parte sono stati assegnati ad altre comunità amministrative nel modo seguente:
| Comuni                                                                  | Assegnati alla comunità amministrativa                      |
| ----------------------------------------------------------------------- | ----------------------------------------------------------- |
| Lieg, Lütz, Moselkern, Müden (Mosel), Pommern, Treis-Karden             | Verbandsgemeinde Cochem                                     |
| Binningen, Brieden, Brohl, Dünfus, Forst (Eifel), Kail, Möntenich, Roes | Verbandsgemeinde Kaisersesch                                |
| Lahr, Mörsdorf, Zilshausen                                              | Verbandsgemeinde Kastellaun (Circondario del Reno-Hunsrück) |

## Suddivisione
Comprendeva 17 comuni:
1. Binningen
2. Brieden
3. Brohl
4. Dünfus
5. Forst (Eifel)
6. Kail
7. Lahr
8. Lieg
9. Lütz
10. Möntenich
11. Mörsdorf
12. Moselkern
13. Müden (Mosel)
14. Pommern
15. Roes
16. Treis-Karden
17. Zilshausen

Il capoluogo era Treis-Karden.